# Liste der preußischen Gesandten in Hannover
Liste der preußischen Gesandten im Kurfürstentum Hannover (bis 1806) und Königreich Hannover (1814–1866).

## Gesandte
1716: Aufnahme diplomatischer Beziehungen
...
- 1813–1833: Resident in Hamburg
- 1833–1841: Resident in Kassel
- 1841–1847: Theodor Franz Christian von Seckendorff (1801–1858)
- 1847–1848: vakant
- 1848–1849: Alexander von Schleinitz (1807–1885)
- 1850: Hans Adolf Karl von Bülow (1807–1869)
- 1850–1859: August Ludwig von Nostitz (1777–1866)
- 1859–1866: Prinz Gustav zu Ysenburg und Büdingen (1813–1883)

1866: Auflösung der Gesandtschaft